# هشيش نجمي
هشيش نجمي (الاسم العلمي: Psathyrella stellata) هو نوع من الفطريات يتبع جنس الهشيش من الفصيلة الهشيشية               .	